# Xian de Yao'an
Le xian de Yao'an (姚安县 ; pinyin : Yáo'ān Xiàn) est un district administratif de la province du Yunnan en Chine. Il est placé sous la juridiction de la préfecture autonome yi de Chuxiong.

## Démographie
La population du district était de 198 960 habitants en 1999.